# FreeDB
FreeDB byla databáze informací o kompaktních discích s veškerým obsahem dostupným pod licencí GNU GPL. FreeDB byla založená na (v současnosti komerčním projektu) CDDB. Na vyhledávání CD přes internet vypočítal program téměř unikátní identifikátor CD, pomocí kterého se později vyhledávalo v databázi. Jako výsledek zobrazil klient údaje o autorovi, seznam skladeb a případně další informace.
Původní služba již není dostupná, ale databáze je přístupná přes stránky gnudb.org.